# Isakowskaja (rejon tarnoski)
Isakowskaja (ros. Исаковская) – wieś w Rosji, w rejonie tarnoskim obwodu wołogodzkiego. W 2010 r. liczyła 52 mieszkańców.